# Луций Лициний Лукулл
Лу́ций Лици́ний Луку́лл (лат. Lucius Licinius Lucullus Ponticus; родился не позднее 117 года до н. э., Рим, Римская республика — умер в 56 году до н. э., там же) — римский военачальник и политический деятель из плебейского рода Лициниев Лукуллов, консул 74 года до н. э. Запомнился за победы над Понтийским царством и Великой Арменией в Третьей Митридатовой войне, а также за расточительные «лукулловы пиры».

## Происхождение
Луций Лициний принадлежал к плебейскому роду, представители которого были в составе самой первой коллегии народных трибунов и достигли консульства в 364 году до н. э., но в течение последующих полутора веков не упоминались в источниках. О происхождении когномена Лукулл (Lucullus) достоверно ничего не известно. Секст Помпей Фест утверждает, что это имя носили предводители предков пелигнов, переселившихся в Италию из Иллирии; Секст Юлий Фронтин упоминает Лукуллово поле недалеко от Рима, «которое некоторые считают тускуланским». Неизвестно что-либо и о том, насколько близкое родство связывало Лукуллов с другими ветвями Лициниев; во всяком случае, судя по одному из писем Цицерона, о родстве Лукуллов с Муренами помнили ещё в середине I века до н. э.

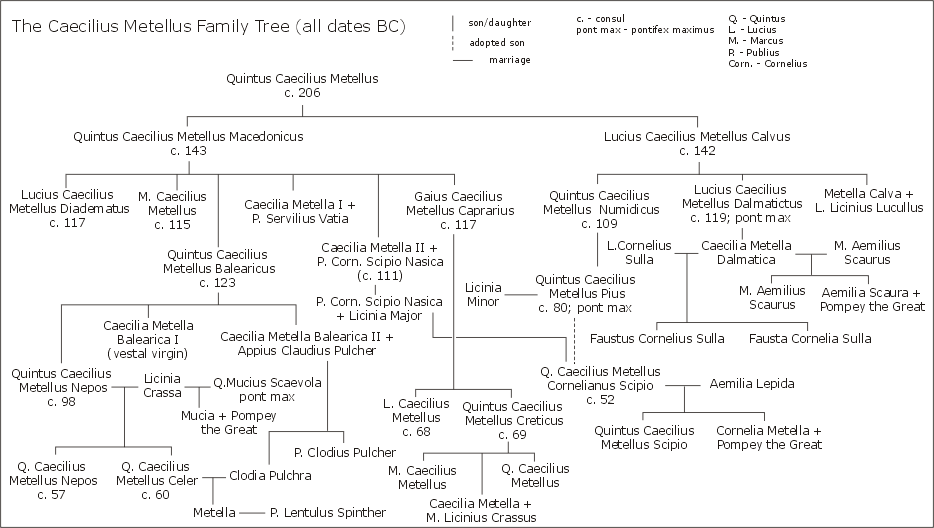
Цецилии Метеллы

Лицинии Лукуллы, как и представители ряда других ветвей этого рода, начали занимать курульные должности в последние годы III века до н. э. Первым был Луций Лициний Лукулл, курульный эдил в 202 году до н. э., но генеалогические связи надёжно прослеживаются, только начиная с консула 151 года до н. э. того же имени. Последний, по одной версии, был сыном эдила, по другой — его внуком и сыном Марка Лициния Лукулла, претора 186 года до н. э., по третьей — сыном или внуком Гая Лициния Лукулла, народного трибуна в 196 году до н. э. В любом случае, начиная именно с консула 151 года Лукуллы входили в состав римской высшей аристократии. У Луция Лициния был сын того же имени, продвинувшийся в своей карьере только до претуры (в 104 году до н. э.) и в качестве пропретора боровшийся со Вторым сицилийским восстанием. Этот нобиль и стал отцом Луция Лициния Лукулла, консула 74 года до н. э.
Матерью Луция была Цецилия Метелла Кальва, принадлежавшая к плебейскому семейству Цецилиев Метеллов — самому влиятельному семейству Рима в 110-е — 100-е годы до н. э. Его представители в это время чаще, чем кто-либо другой, занимали консульские должности. Дедом Луция по женской линии был Луций Цецилий Метелл Кальв, консул 142 года до н. э. и брат Квинта Цецилия Метелла Македонского; прадедом — Квинт Цецилий Метелл, консул 206 года. Соответственно, Лукулл приходился племянником Квинту Цецилию Метеллу Нумидийскому и двоюродным братом Квинту Цецилию Метеллу Пию. В несколько более дальнем родстве он состоял с другими многочисленными Метеллами, со Сципионами Назиками и Клавдиями Пульхрами.
У Луция Лициния был родной брат, перешедший по усыновлению в семейство Теренциев и, соответственно, получивший имя Марк Теренций Варрон Лукулл. Братья сохраняли прекрасные отношения в течение всей жизни.

## Биография
В молодости участвовал в Союзнической войне, где проявил храбрость.
С 87 года до н. э. Лукулл в качестве квестора воевал на море с Понтом под общим командованием Суллы. Он вытеснил с Хиоса и из Колофона приверженцев Митридата и разбил неприятельский флот при Лек и Тенедосе. На территории Пелопоннеса под его наблюдением чеканились деньги, названные лукулловыми. В 84 г. до н. э., по заключении мира, Лукулл собрал по поручению Суллы 12 000 талантов с городов. Когда восстали митиленцы, Лукулл разбил их в морском сражении и некоторое время осаждал город, уйдя только с огромным количеством пленных. Блестящие способности Лукулла были замечены Суллой, и именно ему Сулла посвятил свои «Воспоминания». Умирая, диктатор назначил Лукулла опекуном своего сына.
По версии современного учёного Т. Бреннана, именно в 78-м, а не в 77 году до н. э. Луций удостоился самого почётного членства в преторской коллегии — ему досталась должность городского претора Рима (praetor urbanus). По отбытии претуры Лукулл в течение последующих двух лет управлял Африкой (Роберт Броутон предположил, что это могла быть пропретура).
В 75 году до н. э. Луций был избран консулом; его коллегой по должности стал ещё один нобиль, Марк Аврелий Котта. В это время Митридат начал новую войну против Рима. Лукулл добился своего назначения наместником Киликии, что означало автоматически должность главнокомандующего. Он высадился в Азии и быстро навёл порядок в до этого малодисциплинированной армии. Когда Митридат вторгся в Вифинию, Лукулл заблокировал его армию под Кизиком и заставил голодать. В сражении при Гранике Лукулл разгромил понтийцев на суше, а затем при Лемносе — на море, после чего вторгся во владения Митридата. Сперва он нуждался в провианте, поэтому за его войском шло около 30 000 галлов, нёсших на своих плечах каждый по медимну хлеба. Но затем у него оказалось такое изобилие всего необходимого, что солдаты брали только особо ценную добычу, остальное уничтожалось. Затем Лукулл начал осаду хорошо укреплённого города Амис и провёл так зиму.
За это время Митридат сумел собрать новую армию и при переправе римской армии через реку Лик сумел в конном сражении одолеть Лукулла. Отступив на возвышенности, Лукулл расположился лагерем на хорошо укреплённой позиции. В лагере Митридата находился один из дандарских князей по имени Олтак, который решился на убийство Лукулла. После притворной ссоры с Митридатом он, якобы в гневе и от обиды, бежал в римский лагерь, где был принят и сумел наладить дружбу с самим Лукуллом. Однажды днём, когда Лукулл уснул, Олтак попытался проникнуть в палатку Лукулла с целью убийства, и лишь благодаря бдительности охраны римского полководца его план не удался. Через некоторое время Лукулл отправил часть войска на фуражировку. По приказу царя часть его войск напала на римлян, но была разбита. Так продолжалось несколько раз. В конце концов солдаты царя пали духом, их одолел непреодолимый страх. Начался бунт, во время которого были убиты многие полководцы и сановники царя. Заметив беспорядки в царском лагере, римляне перешли в наступление. Начался хаос и повальное бегство, во время которого Митридат чуть не попал в плен — его спасло лишь то, что между ним и его преследователями стал мул, вёзший золото. Увидев высыпающееся из мешков золото, римские солдаты бросились делить его, дав царю время уйти. Была ли это случайность или Митридат специально рассыпал золото из мешков, навьюченных на осле — не известно.
В 70 году до н. э. Митридат вынужден был бежать в Армению к своему зятю, Тиграну Великому, которого Лукулл разбил наголову при Тигранакерте. В битве при Артаксарте в 68 году до н. э. Лукулл, по сообщению одних римских историков римляне терпят тяжелое поражение, по другим римляне вновь побеждают, однако вскоре он был вынужден отступить.
Из-за утомления и недовольства римского войска Митридат с помощью армянской армии успел вернуть себе Понт, а в Риме, между тем, недоброжелатели Лукулла обвиняли его в измене и говорили, что он затягивает войну с целью личного обогащения. Война оставалась нерешённой, пока Помпей не был назначен по Манилиеву закону единым её руководителем. Все существенное, однако, было уже сделано Лукуллом: лучшие войска Митридата погибли, флот был уничтожен, страна разорена. Помпею осталось только доделать больше чем наполовину исполненный труд.
В 66 году до н. э. Лукулл вернулся в Рим и просил триумфа, который, после долгих сенатских споров, был ему дан только в 63 году. По возвращении Помпея снова началась борьба «партий», причём Лукулл стоял на стороне знати и боролся с Цезарем и Помпеем. В 56 году до н. э. он умер, как говорят, от любовного напитка. Богатство Лукулла вошло в пословицу. В Риме, кроме блестящего дома, он имел ещё известные сады (Horti Luculliani); известны также роскошные виллы Лукулла в Тускулуме, Кампании и других местностях. Особенно Лукулл разбогател после победы над Митридатом.
Это богатство Лукулл начал приобретать ещё в бытность квестором, когда он заведовал перечеканкой денег и снаряжением флота; обогатили его также победы, добыча, подарки и наследства, которых много выпало на его долю.
Лукулл был справедлив, обходителен, щедр, весьма аристократичен в своих привычках.
Он был большим библиофилом и собирал рукописи; его библиотека была доступна для всех.
Однако в историю Лукулл вошёл совсем не благодаря своим талантам и заслугам. В памяти народов остались расточительство и обжорство Лукулла, роскошные «лукулловы пиры» которого вошли в поговорку.

## Лукуллов пир
Выражение «лукуллов пир» означает изобилие и изысканность стола, множество блюд, роскошь трапезы. Во времена Лукулла в быту римской знати (в том числе в питании) царили изнеженность и утончённость, не знавшие пределов. Римским гастрономам теперь весь мир поставлял удивительные продукты для их кухни. Писатель Варрон свидетельствует: повара богачей жарили павлинов с острова Самос, рябчиков из Азии, журавлей из Греции. Закусывали устрицами из Южной Италии, на сладкое подавали египетские финики. Самые неистовые гастрономы изобрели даже кушанья из соловьиных язычков, а так как 1 язычок весит 0,1 г, то на одну порцию яства убивалось несколько тысяч птиц. Подобные роскошные пиры устраивал и Лукулл, и постепенно они вошли в поговорку.
Сладкое блюдо «холодная собака» из печенья и шоколадной массы также иногда называют «лукулл».